# Le Bémont
Le Bémont es una comuna suiza del cantón del Jura, situada en el distrito de Franches-Montagnes. Limita al norte con la comuna de Les Enfers, al este con Montfaucon, al sureste con Tramelan (BE), y al sur y oeste con Saignelégier.

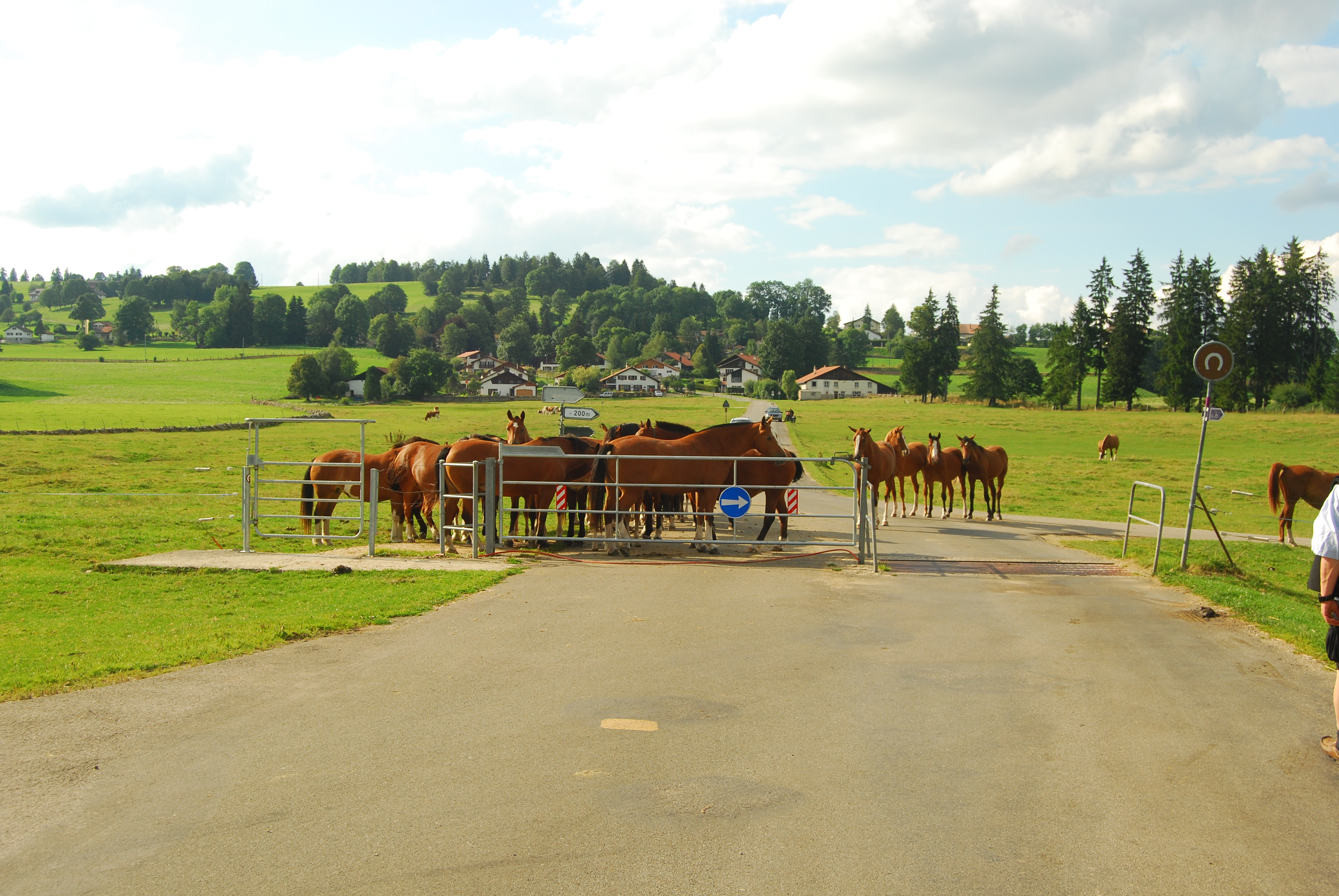
Le Bémont

## Historia
La comuna fue mencionada por primera vez en un documento datado en 1330, en el cual aparecía con el nombre de Le Belmont.